# Starbuck Glacier
Starbuck Glacier är en glaciär i Antarktis. Den ligger i Västantarktis. Argentina, Chile och Storbritannien gör anspråk på området. Starbuck Glacier ligger 472 meter över havet.
Terrängen runt Starbuck Glacier är kuperad. Trakten är obefolkad. Det finns inga samhällen i närheten. 